# 親泊朝省
親泊朝省（日语：／ Oyadomari Chōsei、1903年9月18日—1945年9月3日），琉球族，本姓向，沖繩縣出身。是大日本帝國陸軍軍人，最終軍階為陸軍大佐。陸軍士官學校37期騎兵科第一名畢業。曾任陸軍士官學校教官、大本營陸軍部報道部部長、大本營情報官。終戰後攜同妻兒自殺身亡。

## 家世

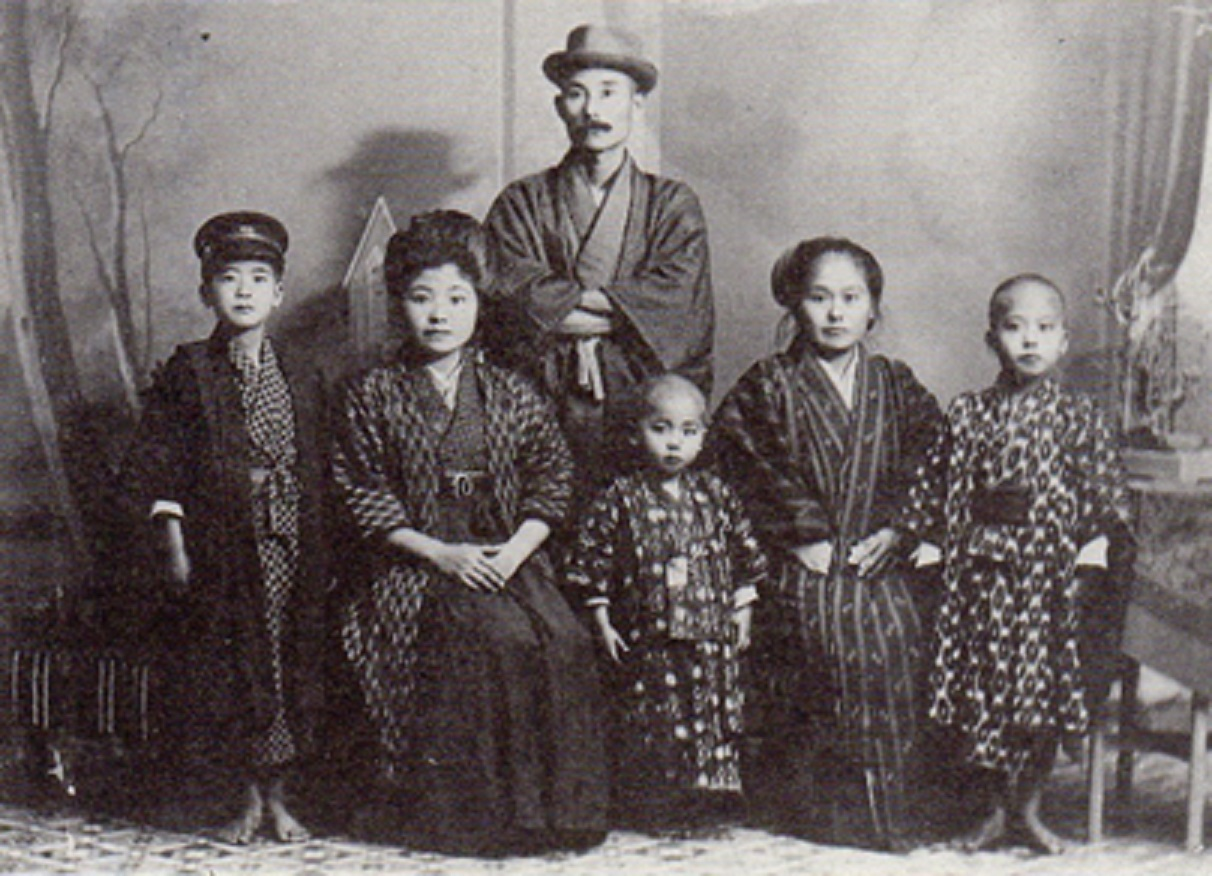
親泊朝省童年時身穿琉裝的全家福，前排左起為親泊朝省本人，順序為長姊鶴、三弟朝圭、母親牛、二弟朝晉，後排中央為父親親泊朝擢

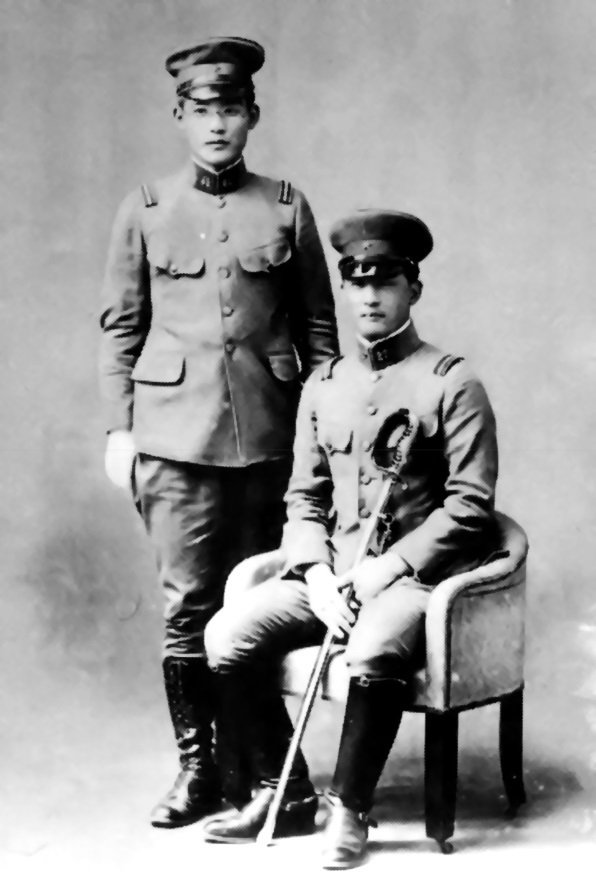
親泊朝省（右）與菅波三郎合照

親泊朝省為琉球國第二尚氏王朝第三任國王尚真王之長子、廢世子尚維衡（浦添王子朝滿）的後裔，為向氏親泊家成員。父親親泊朝擢和二弟親泊朝晉為教育家，二弟婦為琉球國末代國王尚泰王之四子尚順男爵之五女尚芳子。三弟名親泊朝圭。長姊親泊鶴嫁水產事業家宮城新昌，育有兩位女兒朝子和道子皆為美食家，道子之夫為尚泰王之孫尚明。親泊朝省娶其摯友、大和族的陸軍大尉菅波三郎之妹菅波英子為妻，夫婦育有一女親泊靖子和一子親泊朝邦。

## 生平
親泊朝省出生於原屬琉球國領土的日本沖繩縣首里大中町，是父親親泊朝擢和母親牛的第三個孩子，有兩姊二弟，故為長子。他最初就讀於父親任校長的大宜味尋常小學校，幼年時的他好讀書，作文出色，性格溫順。後來升讀沖繩縣立第一中學校（現為沖繩縣立首里高等學校），兩年後轉校就讀熊本陸軍地方幼年學校，並在校內認識到終生之友菅波三郎，後來一起升讀位於東京市（今屬東京都）市谷的陸軍士官学校。1923年預科畢業，並成為羅南騎兵第二十七聯隊第二中隊士官候補生。1925年以第一名的成績畢業於騎兵科，並回歸原隊。
1930年，親泊朝省迎娶菅波三郎之妹英子。1931年，九一八事變爆發，他隨軍出征中國。1934年成為陸騎兵第25連隊中隊長，翌年長女靖子出生，一年後擔任陸軍大學校馬術教官，次年升為參謀本部副官。1939年晉升為騎兵少佐。翌年他在陸軍大學校專科畢業，8月就任第38師團作戰主任參謀，在中國廣東進行戰爭，同年長男朝邦出生。次年隨軍攻打香港，翌年再到荷屬東印度的爪哇島（今屬印尼）參與爪哇戰役，後來因為美軍投入前線，日軍在該年秋季後死守瓜達爾卡納爾島，親泊朝省亦隨軍留守當地。由於當地糧食極度不足，加上疫症流行，軍隊決定在來年2月撤退，身為陸軍中佐的親泊朝省的身體也較以往瘦削不少。
1943年，親泊朝省返回日本東京，擔任陸軍士官學校教官，次年被任命進入大本營情報，他擔任大本營陸軍部報道部部長以及內閣情報局情報官，其任務包括向民間報導機關提供戰況消息。這段時間他因為要保守軍隊機密，未能向國民報導實際情況，內心持續感到不安和抱歉，也令他覺得這工作極為艱辛。
1945年，親泊朝省升任陸軍大佐。同年8月15日，昭和天皇頒下《終戰詔書》，身為陸軍軍人的親泊朝省深切反省日軍在大東亞戰爭中的暴行，開始撰寫批判日軍暴行和軍國主義的《草莽之文》（日语：草莽の文），並於8月20日付印。大日本帝國於9月2日宣佈投降，翌日早上，他在位於東京都小石川區的寓所中身穿軍服，注射氰化鉀殺死年僅十歲的女兒靖子以及年僅五歲的兒子朝邦，再槍殺身穿盛裝、化淡妝的妻子英子，然後對準心臟開槍自殺身亡。後來與妻兒合葬在位於東京都府中市和小金井市的多磨靈園裡面之親泊家墓地。

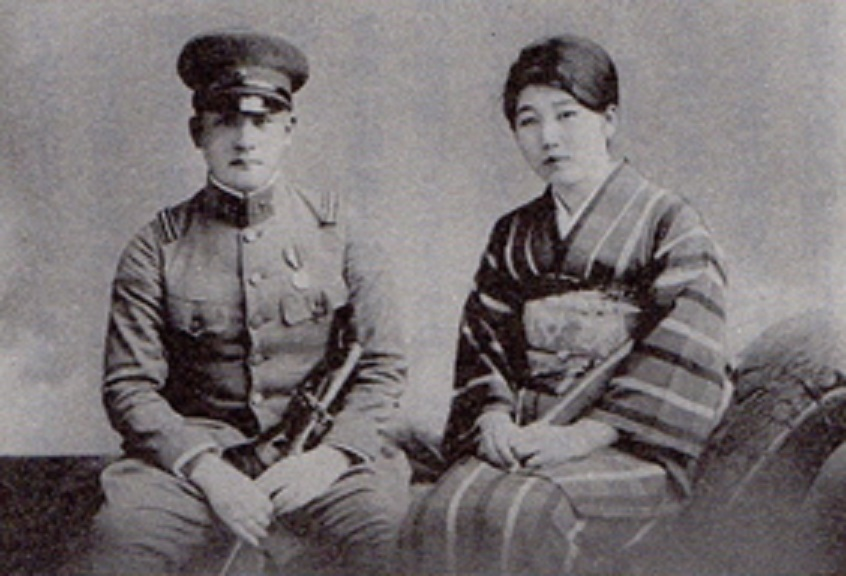
親泊朝省與其妻英子新婚時期的合照
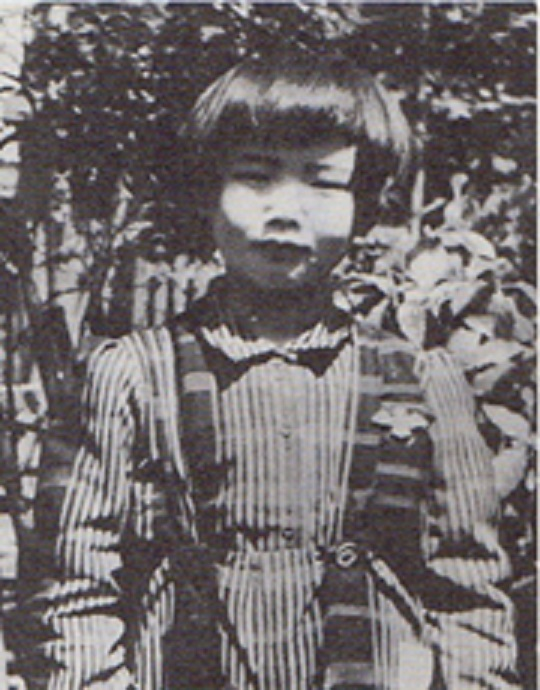
女兒親泊靖子
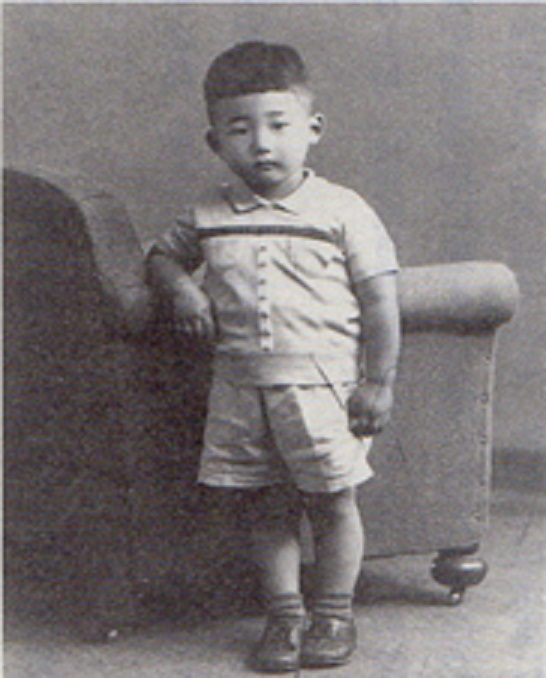
兒子親泊朝邦

## 《草莽之文》內容簡介
《草莽之文》共二萬一千餘字，以53-54張原稿紙寫成，分為六章，是親泊朝省的遺書。書中表達了一個親身參與戰爭的日本陸軍軍人對日軍行為的反省以及對日軍暴行的批判。他對日本遠征軍、尤其是1937至1938年在中國濫殺無辜、姦淫擄掠、對「同民族」的中國人之蔑視，感到十分遺憾，其中在第四章提及關於南京大屠殺的內容。又批判了日軍的殘暴、專制，指九一八事變、七七事變等都是軍方上層獨行獨斷而引發。他認為日軍的暴行只對軍方的上層人員有利，卻令皇軍權威掃地，引發陸軍和海軍對立，官、軍、民心皆逐漸失去，並且世界各國因看見日軍的暴行而對日本不信任。書中揭露了一些日本政府隱瞞的事實，並且證明了南京大屠殺之真實性。

## 外部連結
- 南京事件を批判して自決した軍人がいた （页面存档备份，存于）
- 琉球王府の末裔　親泊（おやどまり）朝省大佐の自決
- 親泊（おやどまり）朝省大佐一家の自決